# Deuxième circonscription de l'Oise
La deuxième circonscription de l'Oise est l'une des sept circonscriptions législatives françaises que compte le département de l'Oise (60) situé en région Hauts-de-France.

## Description géographique, historique et démographique
Les lois organiques du 11 juillet 1986 et du 24 novembre 1986 recréent la deuxième circonscription à partir d'un nouveau découpage. Elle inclut les cantons suivants :
- Canton d'Auneuil
- Canton de Beauvais-Sud-Ouest
- Canton du Coudray-Saint-Germer
- Canton de Crèvecœur-le-Grand
- Canton de Formerie
- Canton de Grandvilliers
- Canton de Noailles
- Canton de Songeons[1],[2],[3].

Cette loi maintient le nombre de 577 députés, définis par la loi organique du 10 juillet 1985, au lieu des 491 députés avant le renouvellement de l'Assemblée nationale lors des élections législatives de 1986. Avec cette réforme, le nombre de députés est d'ailleurs passé de cinq à sept pour l'Oise. La deuxième circonscription ne reprend pas l'ancien découpage de 1958. La nouvelle circonscription reprend des cantons de l'ancienne cinquième circonscription avec Auneuil, Beauvais-Sud-Ouest, Le Coudray-Saint-Germer, Crèvecœur-le-Grand, Noailles, et Songeons et deux cantons de l'ancienne première circonscription avec Formerie et Grandvilliers.
Lors du recensement général de la population en 1999, réalisé par l'Institut national de la statistique et des études économiques (INSEE), la population totale de cette circonscription est estimée à 112 899 habitants,.
Le redécoupage des circonscriptions législatives de 2010 n'a pas modifié le nombre de sièges pour le département de l'Oise à l'Assemblée nationale et la structure territoriale de la circonscription.
La loi organique du 17 mai 2013 entraîne le redécoupage des cantons de l'Oise en 2014,. La première circonscription conserve toujours son découpage issu des élections législatives de 1988, mais les cantons ne correspondent plus aux limites actuelles de la circonscription.

## Historique des députations
| Législature | Début de mandat   | Fin de mandat  | Député                | Parti politique | Observations |
| ----------- | ----------------- | -------------- | --------------------- | --------------- | --- |
| IXe         |                   |                | Jean-François Mancel  | RPR             | Élection annulé avant le début de la législature le 23 juin 1988 Élu à la suite d'une élection partielle                                     |
| IXe         | 19 septembre 1988 | 1er avril 1993 | Jean-François Mancel  | RPR             | Élection annulé avant le début de la législature le 23 juin 1988 Élu à la suite d'une élection partielle                                     |
| Xe          | 2 avril 1993      | 21 avril 1997  | Jean-François Mancel, | RPR,            | Mandat écourté à la suite d'une dissolution parlementaire décidée par Jacques Chirac.                                                        |
| XIe         | 12 juin 1997      | 18 juin 2002   | Béatrice Marre,       | PS,             | |
| XIIe        | 19 juin 2002      | 19 juin 2007   | Jean-François Mancel, | UMP,            | |
| XIIIe       | 20 juin 2007      | 19 juin 2012   | Jean-François Mancel  | UMP             | |
| XIVe        | 20 juin 2012      | 20 juin 2017   | Jean-François Mancel  | UMP             | Mandat suspendu par le conseil constitutionnel. Une élection législative partielle a été organisée en mars 2013, qui a permis sa réélection. |
| XVe         | 21 juin 2017      | 21 juin 2022   | Agnès Thill           | LREM            | |
| XVIe        | 22 juin 2022      | 9 juin 2024    | Philippe Ballard      | RN              | Mandat écourté à la suite d'une dissolution parlementaire décidée par Emmanuel Macron.                                                       |

## Historique des élections
Voici la liste des résultats des élections législatives dans la circonscription depuis le découpage électoral de 1986 :

### Élections de 1986
Les élections législatives françaises de 1986 ont eu lieu le dimanche 16 mars 1986. Fait unique sous la Ve république, elles se sont déroulées au scrutin proportionnel à un seul tour dans chaque département français. Le résultat dans la 2e circonscription de l'Oise n'est donc donné qu'à titre indicatif à partir du découpage des ordonnances de 1986.
| Parti          | Parti            | Parti            | Tour unique | Tour unique |
| Parti          | Parti            | Parti            | Voix        | %           |
| -------------- | ---------------- | ---------------- | ----------- | ----------- |
|                | UDF-RPR          | UDF-RPR          | 24 494      | 47,72       |
|                | Parti socialiste | Parti socialiste | 14 667      | 28,58       |
|                | Front national   | Front national   | 5 245       | 10,22       |
|                | Parti communiste | Parti communiste | 4 047       | 7,88        |
|                | MPPT             | MPPT             | 1 673       | 3,26        |
|                | MRG              | MRG              | 1202        | 2,34        |
|                |                  |                  |             |             |
| Inscrits       | Inscrits         | Inscrits         | 65 001      | 100,00      |
| Abstentions    | Abstentions      | Abstentions      | 11 125      | 17,12       |
| Votants        | Votants          | Votants          | 53 876      | 82,88       |
| Blancs et nuls | Blancs et nuls   | Blancs et nuls   | 2 548       | 4,73        |
| Exprimés       | Exprimés         | Exprimés         | 51 328      | 95,27       |

### Élections de 1988

#### Nationale
|                | Jean-François Mancel sortant réélu | RPR (URC)      | 21 307 | 71,89  |  |  |  |
|                | Katherine d'Herbais                | FN             | 4 365  | 14,73  |  |  |  |
|                | Solange Trécant                    | PCF            | 3 966  | 13,38  |  |  |  |
|                | Guy Vadepied sortant               | PS             | 0      | 0      |  |  |  |
|                |                                    |                |        |        |  |  |  |
| Inscrits       | Inscrits                           | Inscrits       | 66 918 | 100,00 |  |  |  |
| Abstentions    | Abstentions                        | Abstentions    | 19 192 | 28,68  |  |  |  |
| Votants        | Votants                            | Votants        | 47 726 | 71,32  |  |  |  |
| Blancs et nuls | Blancs et nuls                     | Blancs et nuls | 18 088 | 37,9   |  |  |  |
| Exprimés       | Exprimés                           | Exprimés       | 29 638 | 62,1   |  |  |  |

Le suppléant de Jean-François Mancel était Michel Gorin UDF, avocat, conseiller général du canton de Beauvais-Nord-Est, conseiller municipal de Beauvais.
En raison d'une mauvaise impression des bulletins électoraux du candidat socialiste, Guy Vadepied, ne respectant pas l'article R.103 du code électoral, ce dernier n'obtient aucune voix à cause de la nullité de ses bulletins électoraux, car les noms du député candidat et du suppléant ont été inversés. Celui-ci aurait dû obtenir 15 375 voix. Guy Vadepied dépose alors une requête auprès du Conseil constitutionnel pour annuler cette élection. Le Conseil constitutionnel valide la requête le 21 juin 1988 et annule les résultats de l'élection législative dans la circonscription du 5 juin 1988,. L'élection de Jean-François Mancel, comme député, est annulé avant le début de la législature.

#### Partielle
À la suite de l'annulation des résultats de l'élection législative du 5 juin 1988 par une décision du Conseil constitutionnel du 21 juin 1988, une élection partielle est organisée les dimanches 11 et 18 septembre 1988.
| Candidat       | Candidat                           | Parti          | Premier tour | Premier tour | Second tour | Second tour |  |
| Candidat       | Candidat                           | Parti          | Voix         | %            | Voix        | %           |  |
| -------------- | ---------------------------------- | -------------- | ------------ | ------------ | ----------- | ----------- |  |
|                | Jean-François Mancel sortant réélu | RPR            | 18 944       | 49,05        | 23 229      | 54,37       |  |
|                | Guy Vadepied                       | PS             | 15 064       | 39,01        | 19 495      | 45,63       |  |
|                | Solange Trécant                    | PCF            | 2 697        | 6,98         |             |             |  |
|                | Katherine D'Herbais                | FN             | 1 914        | 4,96         |             |             |  |
|                |                                    |                |              |              |             |             |  |
| Inscrits       | Inscrits                           | Inscrits       | 66 850       | 100,00       | 66 838      | 100,00      |  |
| Abstentions    | Abstentions                        | Abstentions    | 27 244       | 40,75        | 22 977      | 34,38       |  |
| Votants        | Votants                            | Votants        | 39 606       | 59,25        | 43 861      | 65,62       |  |
| Blancs et nuls | Blancs et nuls                     | Blancs et nuls | 987          | 2,49         | 1 137       | 2,59        |  |
| Exprimés       | Exprimés                           | Exprimés       | 38 619       | 97,51        | 42 724      | 97,41       |  |

### Élections de 1993
|                | Jean-François Mancel sortant réélu | RPR (UPF)      | 25 915 | 51,07  |  |  |  |
|                | Bernard Maretheu                   | FN             | 7 412  | 14,61  |  |  |  |
|                | André Sainjon                      | MRG (ADFP)     | 5 383  | 10,61  |  |  |  |
|                | Solange Schmitt-Trécant            | PCF            | 3 811  | 7,51   |  |  |  |
|                | Bernard Lahitte                    | Les Verts (EÉ) | 3 566  | 7,03   |  |  |  |
|                | Gérard Dumont                      | LT-LNÉ         | 2 426  | 4,78   |  |  |  |
|                | Yves Gaillard                      | LO             | 1 490  | 2,94   |  |  |  |
|                | Jean-André Petit                   | LCR            | 740    | 1,46   |  |  |  |
|                |                                    |                |        |        |  |  |  |
| Inscrits       | Inscrits                           | Inscrits       | 72 481 | 100,00 |  |  |  |
| Abstentions    | Abstentions                        | Abstentions    | 18 853 | 26,01  |  |  |  |
| Votants        | Votants                            | Votants        | 53 628 | 73,99  |  |  |  |
| Blancs et nuls | Blancs et nuls                     | Blancs et nuls | 2 885  | 5,38   |  |  |  |
| Exprimés       | Exprimés                           | Exprimés       | 50 743 | 94,62  |  |  |  |

La suppléante de Jean-François Mancel était Isabelle Loeung-Beirens, conseillère régionale, Cauvigny.

### Élections de 1997
| Candidat       | Candidat                     | Parti          | Premier tour | Premier tour | Second tour | Second tour |  |
| Candidat       | Candidat                     | Parti          | Voix         | %            | Voix        | %           |  |
| -------------- | ---------------------------- | -------------- | ------------ | ------------ | ----------- | ----------- |  |
|                | Jean-François Mancel sortant | RPR            | 14 426       | 27,93        | 21 791      | 39,26       |  |
|                | Béatrice Marre élue          | PS             | 12 798       | 24,78        | 23 734      | 42,76       |  |
|                | Eric Delcroix                | FN             | 11 446       | 22,16        | 9 984       | 17,99       |  |
|                | Alain Visa                   | PCF            | 3 661        | 7,09         |             |             |  |
|                | Jean-Claude Giret            | MPF (LDI)      | 2 707        | 5,24         |             |             |  |
|                | Yves Gaillard                | LO             | 1 901        | 3,68         |             |             |  |
|                | Jean-François Lassalle       | GÉ             | 1 566        | 3,03         |             |             |  |
|                | Philippe Dillmann            | Les Verts      | 1 499        | 2,9          |             |             |  |
|                | Bernard Lahitte              | MÉI            | 898          | 1,74         |             |             |  |
|                | Sylvie Campana               | MDC            | 747          | 1,45         |             |             |  |
|                |                              |                |              |              |             |             |  |
| Inscrits       | Inscrits                     | Inscrits       | 74 635       | 100,00       | 74 634      | 100,00      |  |
| Abstentions    | Abstentions                  | Abstentions    | 20 114       | 26,95        | 16 902      | 22,65       |  |
| Votants        | Votants                      | Votants        | 54 521       | 73,05        | 57 732      | 77,35       |  |
| Blancs et nuls | Blancs et nuls               | Blancs et nuls | 2 872        | 5,27         | 2 223       | 3,85        |  |
| Exprimés       | Exprimés                     | Exprimés       | 51 649       | 94,73        | 55 509      | 96,15       |  |

Le suppléant de Béatrice Marre était Hervé Joron, maire de Formerie, principal de collège. Hervé Joron est décédé en 2000.

### Élections de 2002
| Candidat       | Candidat                 | Parti            | Premier tour | Premier tour | Second tour | Second tour |  |
| Candidat       | Candidat                 | Parti            | Voix         | %            | Voix        | %           |  |
| -------------- | ------------------------ | ---------------- | ------------ | ------------ | ----------- | ----------- |  |
|                | Jean-François Mancel élu | UMP              | 19 092       | 38,17        | 24 851      | 54,99       |  |
|                | Béatrice Marre sortante  | PS               | 13 885       | 27,76        | 20 338      | 45,01       |  |
|                | Thérèsa Brochard         | FN               | 9 212        | 18,42        |             |             |  |
|                | Jean-Claude Giret        | MPF              | 1 727        | 3,45         |             |             |  |
|                | Jean-Luc Renier          | CPNT             | 1 124        | 2,25         |             |             |  |
|                | Geneviève Robin          | MÉI              | 1 117        | 2,23         |             |             |  |
|                | Sacha Fedunczyk          | Divers           | 1 025        | 2,05         |             |             |  |
|                | Renée Potchtovik         | LO               | 968          | 1,94         |             |             |  |
|                | Martine Souday           | LCR              | 940          | 1,88         |             |             |  |
|                | Marie-Laure Flury        | MNR              | 554          | 1,11         |             |             |  |
|                | Marie-France Contant     | Pôle républicain | 369          | 0,74         |             |             |  |
|                |                          |                  |              |              |             |             |  |
| Inscrits       | Inscrits                 | Inscrits         | 79 718       | 100,00       | 79 721      | 100,00      |  |
| Abstentions    | Abstentions              | Abstentions      | 28 278       | 35,47        | 31 574      | 39,61       |  |
| Votants        | Votants                  | Votants          | 51 440       | 64,53        | 48 147      | 60,39       |  |
| Blancs et nuls | Blancs et nuls           | Blancs et nuls   | 1 427        | 2,77         | 2 958       | 6,14        |  |
| Exprimés       | Exprimés                 | Exprimés         | 50 013       | 97,23        | 45 189      | 93,86       |  |

La suppléante de Jean-François Mancel était Martine Borgoo, agricultrice, Saint-Pierre-des-Champs.

### Élections de 2007
| Candidat       | Candidat                           | Parti               | Premier tour | Premier tour | Second tour | Second tour |  |
| Candidat       | Candidat                           | Parti               | Voix         | %            | Voix        | %           |  |
| -------------- | ---------------------------------- | ------------------- | ------------ | ------------ | ----------- | ----------- |  |
|                | Jean-François Mancel sortant réélu | UMP                 | 20 513       | 41,92        | 24 234      | 52,77       |  |
|                | Sylvie Houssin                     | PS                  | 10 306       | 21,06        | 21 690      | 47,23       |  |
|                | Florence Italiani                  | FN                  | 4 018        | 8,21         |             |             |  |
|                | Hugues de Poncins                  | UDF–MoDem           | 3 787        | 7,74         |             |             |  |
|                | Jean-Claude Giret                  | MPF                 | 2 415        | 4,94         |             |             |  |
|                | Thierry Maugez                     | PRG                 | 2 177        | 4,45         |             |             |  |
|                | Régis Lecuru                       | Extrême gauche (GA) | 1 475        | 3,01         |             |             |  |
|                | Marie-France Boyeldieu             | PCF                 | 1 175        | 2,40         |             |             |  |
|                | Christian Ganier                   | CPNT                | 981          | 2,00         |             |             |  |
|                | Martine Souday                     | LCR                 | 963          | 1,97         |             |             |  |
|                | Renée Potchtovik                   | LO                  | 624          | 1,28         |             |             |  |
|                | Emmanuel Tetu                      | Divers              | 288          | 0,59         |             |             |  |
|                | Sylvie Van Engelandt               | MNR                 | 211          | 0,43         |             |             |  |
|                |                                    |                     |              |              |             |             |  |
| Inscrits       | Inscrits                           | Inscrits            | 83 957       | 100,00       | 83 956      | 100,00      |  |
| Abstentions    | Abstentions                        | Abstentions         | 33 468       | 39,86        | 34 835      | 41,49       |  |
| Votants        | Votants                            | Votants             | 50 489       | 60,14        | 49 121      | 58,51       |  |
| Blancs et nuls | Blancs et nuls                     | Blancs et nuls      | 1 556        | 3,08         | 3 197       | 6,51        |  |
| Exprimés       | Exprimés                           | Exprimés            | 48 933       | 96,92        | 45 924      | 93,49       |  |

### Élections de 2012
| Candidat       | Candidat                           | Parti          | Premier tour | Premier tour | Second tour | Second tour |  |
| Candidat       | Candidat                           | Parti          | Voix         | %            | Voix        | %           |  |
| -------------- | ---------------------------------- | -------------- | ------------ | ------------ | ----------- | ----------- |  |
|                | Jean-François Mancel sortant réélu | UMP            | 16 564       | 33,36        | 19 654      | 38,97       |  |
|                | Sylvie Houssin                     | PS (EÉLV)      | 15 143       | 30,50        | 19 591      | 38,85       |  |
|                | Florence Italiani                  | FN (RBM)       | 11 534       | 23,23        | 11 185      | 22,18       |  |
|                | Pierre Ripart                      | GU (FG) (PCF)  | 2 150        | 5,25         |             |             |  |
|                | Sandrine Makarewicz                | MoDem (CpF)    | 1 217        | 2,45         |             |             |  |
|                | Annie Fouet                        | PDF            | 573          | 1,15         |             |             |  |
|                | Amandine Herbaut                   | MÉI            | 569          | 1,15         |             |             |  |
|                | Guillaume Nolin                    | DLR            | 470          | 0,95         |             |             |  |
|                | Fabienne Dourlat                   | AÉI            | 406          | 0,82         |             |             |  |
|                | Renée Potchtovik                   | LO             | 363          | 0,73         |             |             |  |
|                | Catherine Mery                     | NPA            | 206          | 0,41         |             |             |  |
|                |                                    |                |              |              |             |             |  |
| Inscrits       | Inscrits                           | Inscrits       | 86 065       | 100,00       | 86 048      | 100,00      |  |
| Abstentions    | Abstentions                        | Abstentions    | 35 445       | 41,18        | 34 638      | 40,25       |  |
| Votants        | Votants                            | Votants        | 50 620       | 58,82        | 51 410      | 59,75       |  |
| Blancs et nuls | Blancs et nuls                     | Blancs et nuls | 966          | 1,91         | 980         | 1,91        |  |
| Exprimés       | Exprimés                           | Exprimés       | 49 654       | 98,09        | 50 430      | 98,09       |  |

L'élection est annulée par le Conseil constitutionnel le 25 janvier 2013. Il est constaté que le 15 juin, l'équipe de Mancel distribua plusieurs tracts à Beauvais visant Houssin et ses votes au conseil municipal de la ville, une propagande électorale tardive et qui ne fut pas abordée durant la campagne, ce qui aurait pu influencer le vote compte tenu du faible écart de voix entre les candidats.

### Élections partielles de 2013
| Candidat       | Candidat                           | Parti          | Premier tour | Premier tour | Second tour | Second tour |  |
| Candidat       | Candidat                           | Parti          | Voix         | %            | Voix        | %           |  |
| -------------- | ---------------------------------- | -------------- | ------------ | ------------ | ----------- | ----------- |  |
|                | Jean-François Mancel sortant réélu | UMP            | 11 073       | 40,61        | 13 958      | 51,41       |  |
|                | Florence Italiani                  | FN             | 7 249        | 26,58        | 13 190      | 48,59       |  |
|                | Sylvie Houssin                     | PS             | 5 828        | 21,37        |             |             |  |
|                | Pierre Ripart                      | PCF (FG)       | 1 811        | 6,64         |             |             |  |
|                | Clément Lesaege                    | Pirate         | 538          | 1,97         |             |             |  |
|                | Renée Potchtovik                   | LO             | 428          | 1,57         |             |             |  |
|                | Michel Ramel                       | Divers         | 342          | 1,25         |             |             |  |
|                |                                    |                |              |              |             |             |  |
| Inscrits       | Inscrits                           | Inscrits       | 85 526       | 100,00       | 85 536      | 100,00      |  |
| Abstentions    | Abstentions                        | Abstentions    | 57 482       | 67,21        | 55 342      | 64,7        |  |
| Votants        | Votants                            | Votants        | 28 044       | 32,79        | 30 194      | 35,3        |  |
| Blancs et nuls | Blancs et nuls                     | Blancs et nuls | 775          | 2,76         | 3 046       | 10,09       |  |
| Exprimés       | Exprimés                           | Exprimés       | 27 269       | 97,24        | 27 148      | 89,91       |  |

### Élections de 2017
|                                                                        |                                                                                            |                           |                           |                          |                          |
|                                                                        |                                                                                            | Premier tour 11 juin 2017 | Premier tour 11 juin 2017 | Second tour 18 juin 2017 | Second tour 18 juin 2017 |
|                                                                        |                                                                                            |                           |                           |                          |                          |
|                                                                        |                                                                                            | Nombre                    | % des inscrits            | Nombre                   | % des inscrits           |
| Inscrits                                                               | Inscrits                                                                                   | 88 732                    | 100,00                    | 88 736                   | 100,00                   |
| Abstentions                                                            | Abstentions                                                                                | 45 708                    | 51,51                     | 50 119                   | 56,48                    |
| Votants                                                                | Votants                                                                                    | 43 024                    | 48,49                     | 38 617                   | 43,52                    |
|                                                                        |                                                                                            |                           | % des votants             |                          | % des votants            |
| Bulletins blancs                                                       | Bulletins blancs                                                                           | 881                       | 2,05                      | 2 688                    | 6,96                     |
| Bulletins nuls                                                         | Bulletins nuls                                                                             | 295                       | 0,69                      | 894                      | 2,32                     |
| Suffrages exprimés                                                     | Suffrages exprimés                                                                         | 41 848                    | 97,27                     | 35 035                   | 90,72                    |
|                                                                        |                                                                                            |                           |                           |                          |                          |
| Candidat Étiquette politique (partis et alliances)                     | Candidat Étiquette politique (partis et alliances)                                         | Voix                      | % des exprimés            | Voix                     | % des exprimés           |
|                                                                        |                                                                                            |                           |                           |                          |                          |
|                                                                        | Agnès Thill La République en marche                                                        | 12 991                    | 31,04                     | 19 164                   | 54,70                    |
|                                                                        | Gaëtan Dussausaye Front national                                                           | 10 684                    | 25,53                     | 15 871                   | 45,30                    |
|                                                                        | Alexis Mancel Les Républicains (Union des démocrates et indépendants)                      | 9 046                     | 21,62                     |                          |                          |
|                                                                        | Philippe Virolle La France insoumise                                                       | 2 914                     | 6,96                      |                          |                          |
|                                                                        | Jacqueline Fontaine Europe Écologie Les Verts (Parti socialiste - Parti radical de gauche) | 2 213                     | 5,29                      |                          |                          |
|                                                                        | Marie Le Glou Parti communiste français                                                    | 1 291                     | 3,08                      |                          |                          |
|                                                                        | Roland Guillaux Debout la France                                                           | 1 126                     | 2,69                      |                          |                          |
|                                                                        | Renée Potchtovik Lutte ouvrière                                                            | 593                       | 1,42                      |                          |                          |
|                                                                        | Thomas Joly Parti de la France                                                             | 478                       | 1,14                      |                          |                          |
|                                                                        | Morgan Rouineau Union populaire républicaine                                               | 266                       | 0,64                      |                          |                          |
|                                                                        | Béatrice Pernier Divers droite                                                             | 246                       | 0,59                      |                          |                          |
| Source : Ministère de l'Intérieur - Deuxième circonscription de l'Oise |                                                                                            |                           |                           |                          |                          |

### Élections de 2022
|                                                    |                                                                                    |                           |                           |                          |                          |
|                                                    |                                                                                    | Premier tour 12 juin 2022 | Premier tour 12 juin 2022 | Second tour 19 juin 2022 | Second tour 19 juin 2022 |
|                                                    |                                                                                    |                           |                           |                          |                          |
|                                                    |                                                                                    | Nombre                    | % des inscrits            | Nombre                   | % des inscrits           |
| Inscrits                                           | Inscrits                                                                           | 89 121                    | 100                       | 89 123                   | 100                      |
| Abstentions                                        | Abstentions                                                                        | 46 774                    | 52,48                     | 47 644                   | 53,46                    |
| Votants                                            | Votants                                                                            | 42 347                    | 47,52                     | 41 479                   | 46,54                    |
|                                                    |                                                                                    |                           | % des votants             |                          | % des votants            |
| Bulletins blancs                                   | Bulletins blancs                                                                   | 705                       | 1,66                      | 2320                     | 5,59                     |
| Bulletins nuls                                     | Bulletins nuls                                                                     | 295                       | 0,70                      | 734                      | 1,77                     |
| Suffrages exprimés                                 | Suffrages exprimés                                                                 | 41 347                    | 97,64                     | 38 425                   | 92,64                    |
|                                                    |                                                                                    |                           |                           |                          |                          |
| Candidat Étiquette politique (partis et alliances) | Candidat Étiquette politique (partis et alliances)                                 | Voix                      | % des exprimés            | Voix                     | % des exprimés           |
|                                                    |                                                                                    |                           |                           |                          |                          |
|                                                    | Philippe Ballard Rassemblement national                                            | 14 440                    | 34,92                     | 21 451                   | 55,83                    |
|                                                    | Chanez Herbanne Ensemble                                                           | 8 900                     | 21,53                     | 16 974                   | 44,17                    |
|                                                    | Annick Prevot Nouvelle Union populaire écologique et sociale (La France insoumise) | 6 536                     | 15,81                     |                          |                          |
|                                                    | Agnès Thill* Union des démocrates et indépendants                                  | 3 545                     | 8,57                      |                          |                          |
|                                                    | Ludovic Castanié Divers Droite                                                     | 2 685                     | 6,49                      |                          |                          |
|                                                    | Benjamin Fougere Reconquête                                                        | 1 260                     | 3,05                      |                          |                          |
|                                                    | Odile Leperre-Verrier Parti radical de gauche                                      | 755                       | 1,83                      |                          |                          |
|                                                    | Mohrad Laghrari La République en marche diss.                                      | 720                       | 1,74                      |                          |                          |
|                                                    | Didier Rols Parti animaliste                                                       | 642                       | 1,55                      |                          |                          |
|                                                    | Mohamed El Aiyate Écologistes                                                      | 611                       | 1,48                      |                          |                          |
|                                                    | Bastien Regnier Droite souverainiste (Les Patriotes)                               | 536                       | 1,30                      |                          |                          |
|                                                    | Renée Potchtovik Lutte ouvrière                                                    | 412                       | 1,00                      |                          |                          |
|                                                    | Guillaume Cervantes Divers gauche (Place publique)                                 | 305                       | 0,74                      |                          |                          |
| * Députée sortante                                 |                                                                                    |                           |                           |                          |                          |

### Élections de 2024
| Candidat                 | Candidat                 | Parti et coalition       | Nuance                   | Premier tour | Premier tour |
| Candidat                 | Candidat                 | Parti et coalition       | Nuance                   | Voix         | %            |
| ------------------------ | ------------------------ | ------------------------ | ------------------------ | ------------ | ------------ |
|                          | Philippe Ballard         | RN                       | RN                       | 30 823       | 53,20        |
|                          | Ludovic Castanié         | LR (UDC)                 | LR                       | 12 339       | 21,30        |
|                          | Marianne Seck            | LFI (NFP)                | UG                       | 10 772       | 18,59        |
|                          | Mohamed El Aiyate        | ÉAC                      | ECO                      | 2 144        | 3,70         |
|                          | Pierre Delarboulas       | REC                      | REC                      | 1 225        | 2,11         |
|                          | Renée Potchtovik         | LO                       | EXG                      | 630          | 1,09         |
|                          |                          |                          |                          |              |              |
| Suffrages exprimés       | Suffrages exprimés       | Suffrages exprimés       | Suffrages exprimés       | 57 933       | 96,84        |
| Votes blancs             | Votes blancs             | Votes blancs             | Votes blancs             | 1 388        | 2,32         |
| Votes nuls               | Votes nuls               | Votes nuls               | Votes nuls               | 503          | 0,84         |
| Total                    | Total                    | Total                    | Total                    | 59 824       | 100          |
| Abstention               | Abstention               | Abstention               | Abstention               | 29 481       | 33,01        |
| Inscrits / participation | Inscrits / participation | Inscrits / participation | Inscrits / participation | 89 305       | 66,99        |